# Giulia Lama
Giulia Elisabetta Lama (1 de outubro de 1681 – 7/8 de outubro de 1747) foi uma pintora italiana, ativa em Veneza. Seu estilo escuro e tenso contrastava com as cores pastel dominantes do final do período barroco. Ela foi uma das primeiras artistas femininas a estudar a figura masculina nua.

## Biografia
Giulia Lama (também conhecida como Lisalba Arcadia), nasceu na paróquia de Santa Maria Formosa em Veneza. Lama nasceu de Agostino Lama e Valentina dell'Avese. Ela era a mais velha de seus três irmãos: Cecilia, Niccolò e Pietro. De acordo com os registros, ela residia na Calle Lunga 1242, entre o Campo de Santa Maria Formosa e o Campo SS. Giovanni e Paolo. Ela foi treinada inicialmente por seu pai, o pintor Agostino Lama. Mais tarde, ela estudou ao lado de um amigo de infância, Giovanni Battista Piazzetta (1682–1754), na Scuola di Antonio Molinari em Veneza. Como resultado do aprendizado conjunto, seus estilos são semelhantes com uso intenso de claro-escuro.